# اندلاع شمسي

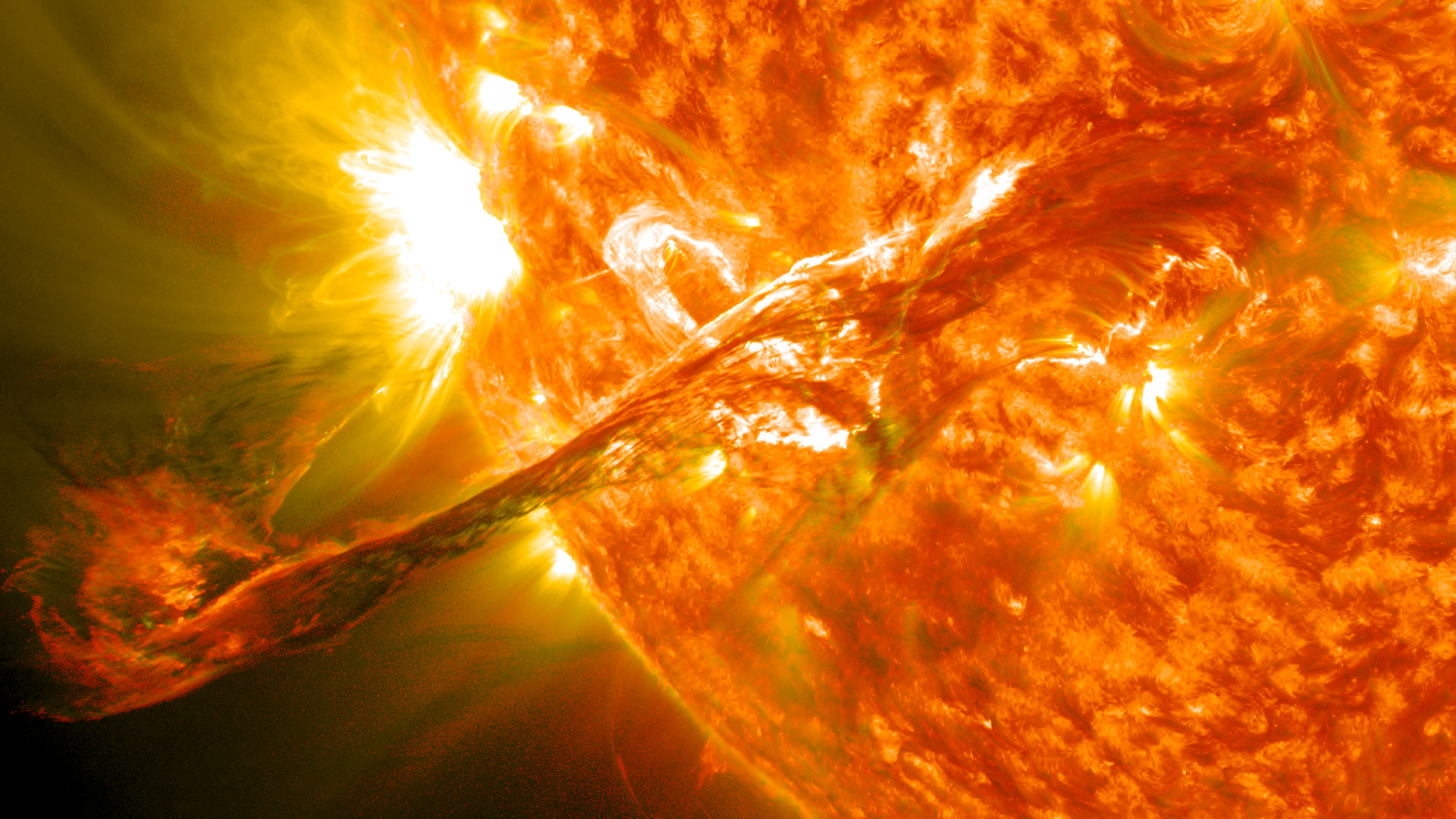
اندلاع شمسي في 31 أغسطس 2012.

الاندلاع الشمسي أو الانفجار الشمسي أو الوهج الشمسي أو ألسنة الشمس أو الطفح الشمسي أو التأجج الشمسي أو الأجّة الشمسية (بالإنجليزية: Solar flare) هو وميض مفاجئ يزيد من سطوع الشمس، وعادةً ما يُرصد بالقرب من سطحها وعلى مقربة من مجموعات البقع الشمسية. غالبًا ما تصاحب الانبعاثات الكتلية الإكليلية الاندلاعات القوية، ولكن ليس دائمًا. بالكاد يمكن رصد حتى أقوى الاندلاعات ضمن الإشعاع الشمسي الكلي («الثابت الشمسي»).
تحدث الاندلاعات الشمسية في طيف بمقادير أسية؛ تكفي طاقةٌ مقدارها 1020 جول عادةً لإنتاج حدث يمكن رصده بوضوح، في حين أن الأحداث الكبيرة يمكن أن تطلق طاقةً تصل حتى 1025 جول.
ترتبط الاندلاعات الشمسية ارتباطًا وثيقًا بطرد البلازما والجسيمات من خلال هالة الشمس نحو الفضاء الخارجي؛ كما تبعث الاندلاعات الشمسية موجات راديوية بكثرة. إذا كانت الانبعاثات موجهةً نحو الأرض، يمكن للجسيمات المرتبطة بها أن تخترق الغلاف الجوي العلوي (الغلاف الأيوني) وتتسبب في حدوث الشفق القطبي الساطع، وقد تعطل أيضًا الاتصالات الرادوية بعيدة المدى. عادةً ما يستغرق وصول اندلاعات البلازما الشمسية إلى الأرض أيامًا. تحدث هذه الاندلاعات على النجوم الأخرى أيضًا، حيث ينطبق مصطلح الاندلاعات النجمية. يمكن أن تصل الجسيمات عالية الطاقة، التي قد تكون نسبية، في نفس موعد وصول الإشعاع الكهرومغناطيسي تقريبًا.
في 23 يوليو 2012، بالكاد تفادت الأرض عاصفةً شمسيةً ضخمة (أي اندلاع شمسي مع انبعاث كتلي إكليلي وإشعاع كهرومغناطيسي). في عام 2014، نشر بيت رايلي من شركة العلوم التنبؤية بحثًا حاول فيه حساب احتمال تعرض الأرض لعاصفة شمسية مماثلة خلال السنوات العشر القادمة، بمساعدة سجلات العواصف الشمسية الماضية من ستينات القرن العشرين حتى يومنا هذا. وقد توصل إلى أن احتمال حدوث ذلك هو 12%.

## وصف الاندلاعات الشمسية

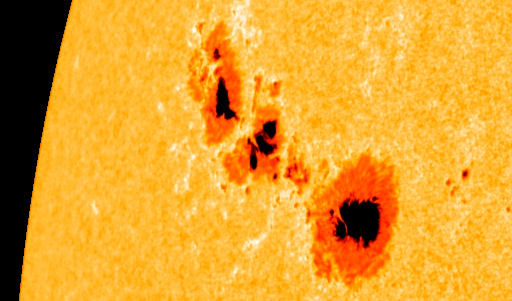
البقع الشمسية 1302 بواسطة ناسا، 2011

تؤثر الاندلاعات الشمسية على جميع طبقات الغلاف الشمسي (الغلاف الضوئي والغلاف اللوني والهالة). يُسخن الوسط البلازمي لتصل حرارته إلى عشرات ملايين كلفن، بينما تُسرع الإلكترونات والبروتونات والأيونات الثقيلة إلى سرعة الضوء تقريبًا. تنتج الاندلاعات الشمسية إشعاعًا كهرومغناطيسيًا بجميع الأطوال الموجية عبر الطيف الكهرومغناطيسي، بدءًا من الموجات الراديوية إلى أشعة جاما. تتوزع معظم الطاقة على ترددات خارج الطيف المرئي وبالتالي فإن غالبية الاندلاعات غير مرئية للعين المجردة ويجب رصدها باستعمال أدوات خاصة. تحدث الاندلاعات الشمسية في المناطق النشطة حول البقع الشمسية، حيث تخترق الحقول المغناطيسية الشديدة الغلاف الضوئي لتربط الهالة بالجزء الداخلي للشمس. تنبع طاقة الاندلاعات الشمسية من الإطلاق المفاجئ (خلال دقائق إلى عشرات الدقائق) للطاقة المغناطيسية المُخزنة في الهالة. قد ينتج هذا الإطلاق انبعاثات كتلة إكليلية (سي إم إي)، على الرغم من أن العلاقة بين سي إم بي والاندلاعات الشمسية لا تزال غير مفهومةً جيدًا.
يمكن أن تؤثر الأشعة السينية والأشعة فوق البنفسجية المنبعثة من الاندلاعات الشمسية على الغلاف الأيوني للأرض ويمكن أن تعطل الاتصالات الرادوية بعيدة المدى. قد يؤدي الانبعاثات الراديوية المباشرة ذات الأطوال الموجية العشرية إلى تشويش عمل الرادارات والأجهزة الأخرى التي تستخدم هذه الترددات.
رُصدت الاندلاعات الشمسية لأول مرة على الشمس من قبل ريتشارد كريستوفر كارينجتون وبشكل مستقل من قبل ريتشارد هودجسون في عام 1859 على شكل توهجات مرئية موضعية في مناطق صغيرة داخل مجموعة من البقع الشمسية. يمكن الاستدلال على الاندلاعات النجمية من خلال رصد المنحنيات الضوئية في بيانات التلسكوبات أو الأقمار الصناعية لمجموعة متنوعة من النجوم الأخرى.
يختلف تواتر حدوث الاندلاعات الشمسية، من عدة مرات في اليوم عندما تكون الشمس «نشطة» خصوصًا إلى أقل من اندلاع واحد كل أسبوع عندما تكون الشمس «خاملة»، على مدى الدورة الشمسية التي تستمر لـ 11 عامًا. الانفجرات الكبيرة أقل تكرارًا من الاندلاعات الأصغر.

## الأسباب
تحدث الاندلاعات الشمسية عندما تتفاعل الجسيمات المشحونة، الإلكترونات بشكل أساسي، مع الوسط البلازمي. تشير الدلائل إلى أن ظاهرة إعادة الاتصال المغناطيسي تؤدي إلى تسارع جسيمات المشحونة بقوة. على الشمس، قد تحدث إعادة الاتصال المغناطيسي في الممرات الشمسية - سلسلة من الحلقات التي تمتد على خطوط القوة المغناطيسية. تتصل خطوط القوة هذه بسرعة مع ممر سفلي من الحلقات تاركةً مجالًا مغناطيسيًا حلزونيًا غير متصل ببقية الممرات. إن الإطلاق المفاجئ للطاقة في إعادة الاتصال ما يسارع الجسيمات. قد يمتد المجال المغناطيسي الحلزوني غير المتصل والمواد التي يحتويها بعنف إلى الخارج لتشكيل انبعاثات كتلية إكليلي. يفسر هذا أيضًا سبب اندلاع الاندلاعات الشمسية من المناطق النشطة على الشمس حيث تكون المجالات المغناطيسية أقوى بكثير.
على الرغم من وجود اتفاق عام حول مصدر طاقة الاندلاعات الشمسية، إلا أن الآليات المعنية لا تزال غير مفهومةً جيدًا. ليس من الواضح كيف تُحول الطاقة المغناطيسية إلى طاقة حركية تحملها الجسيمات، ومن غير المعروف كيف تُسرع بعض الجسيمات إلى نطاق طاقات جيجا إلكترون فولت (109 إلكترون فولت) وأكثر. هناك أيضًا بعض التناقضات فيما يتعلق بالعدد الإجمالي للجسيمات المتسارعة، الذي يبدو أحيانًا أكبر من العدد الإجمالي في الحلقة الإكليلية. لا يستطيع العلماء التنبؤ بموعد حدوث الاندلاعات الشمسية.[بحاجة لمصدر]

## تصنيف الاندلاعات الشمسية
يستخدم نظام تصنيف الاندلاعات الشمسية الحروف إيه وبي وسي وإم وإكس، وفقًا لذروة التدفق، مُقاسةً بوحدة الواط لكل متر مربع (W/m2)، للأشعة السينية التي تتمتع بأطوال موجية تتراوح بين 100 و800 بيكومتر (1 و8 أنغستروم) وفقًا لقياسات قمر الرصد البيئي العامل ذو المدار الثابت (جي أوه إي إس).
يُشار إلى قوة حدث الاندلاع الشمسي في كل تصنيف بعدد يتراوح بين 1 و9، والذي هو أيضًا عامل القوة للحدث داخل كل تصنيف. بالتالي، فإن اندلاعًا بتصنيف إكس 2 هو أقوى بمرتين من اندلاع بتصنيف إكس 1، كما أن اندلاع بتصنيف إكس 3 هو أقوى بثلاث مرات من اندلاع إكس 1، وأقوى بنسبة 50% فقط من إكس 2 الذي هو أقوى بأربع مرات من اندلاع إم 5.

### تصنيف إتش ألفا
استند تصنيف الاندلاعات المبكر على عمليات رصد خط إتش ألفا الطيفي. يستند المخطط على الشدة وسطح الانبعاث. تُصنف الشدة نوعيًا، ويشير التصنيف إلى الاندلاعات كما يلي: باهت (إف) أو عادي (إس) أو ساطع (بي). يُقاس سطح الانبعاث بأجزاء من المليون من نصف الكرة الشمسية. (المساحة الكلية لنصف الكرة الشمسية AH = 15.5*1012 كيلومتر مربع.)
تُصنف الاندلاعات الشمسية بعد ذلك باستعمال الحرف إس أو رقم يمثل حجمها بالإضافة إلى حرف آخر يمثل ذروة شدتها، على سبيل المثال: إس إن هو اندلاع شمسي عادي.

## مخاطر الاندلاعات الشمسية
تؤثر الاندلاعات الشمسية بقوة على الطقس الفضائي القريب من الأرض. يمكنها إنتاج تيارات من الجسيمات عالية الطاقة في الرياح الشمسية أو الرياح النجمية، المعروفة باسم حدث البروتون الشمسي. يمكن أن تؤثر هذه الجسيمات على الغلاف المغناطيسي للأرض، وقد تمثل خطرًا إشعاعيًا للمركبات الفضائية ورواد الفضاء. بالإضافة إلى ذلك، تصاحب الانبعاثات الكتلية الإكليلية (سي إم إي) الاندلاعات الشمسية الضخمة في بعض الأحيان، التي يمكن أن تؤدي إلى عواصف جيومغناطيسية التي أدت في السابق إلى تعطيل الأقمار الصناعية وشبكات الطاقة الكهربائية الأرضية لفترات طويلة.
يزيد تدفق الأشعة السينية الضعيفة، لاندلاعات الفئة إكس، التأين في الغلاف الجوي العلوي، الذي يمكن أن يتداخل مع الاتصالات الرادوية القصيرة ويمكن أن يسخن الغلاف الجوي الخارجي ليزيد تاثير المقاومة الهوائية على الأقمار الصناعية في المدارات المنخفضة، وبالتالي تدهور هذه المدارات. تساهم الجسيمات النشطة في الغلاف المغناطيسي بتكوين الشفق القطبي الشمالي والجنوبي. يمكن أن تسبب طاقة الأشعة السينية القوية ضررًا بإلكترونيات المركبات الفضائية، وعادةً ما تنتج عن انبعاثات البلازما الضخمة في الغلاف اللوني العلوي للشمس.
تمثل مخاطر إشعاعات الاندلاعات الشمسية مصدر قلق كبير في مناقشة المهمات المأهولة إلى المريخ أو القمر أو الكواكب الأخرى. يمكن للبروتونات النشطة أن تمر عبر جسم الإنسان، ما يسبب تلفًا كيميائيًا حيويًا لرواد الفضاء أثناء السفر بين الكواكب. من الضروري وجود نوع من الحماية المادية أو المغناطيسية لرواد الفضاء. تستغرق معظم العواصف البروتونية ساعتين على الأقل من وقت الكشف البصري قبل وصولها إلى مدار الأرض. أطلق اندلاع شمسي حدث في 20 يناير 2005 أعلى تركيز من البروتونات تم قياسه مباشرةً على الإطلاق، ما منح رواد الفضاء 15 دقيقة فقط للوصول إلى المأوى للحماية.